# フレデリック・スペンサー (第4代スペンサー伯爵)
第4代スペンサー伯爵フレデリック・スペンサー海軍中将（英: Vice-Admiral, Frederick Spencer, 4th Earl Spencer, KG, CB, PC、1798年4月14日 - 1857年12月27日）は、イギリスの貴族、海軍軍人、政治家。
1845年まではフレデリック・スペンサー閣下（The Honourable Frederick Spencer）の儀礼称号を使用した。
ダイアナ元皇太子妃の高祖父にあたる。

## 経歴
1798年4月14日に第2代スペンサー伯爵ジョージ・スペンサーとその夫人ラヴィニアの間の五男としてロンドン・ホワイトホールにあるイギリス海軍本部で生まれる。
1808年から1811年にかけてイートン校で学んだ後、士官候補生として王立海軍に入隊する。ナポレオン戦争中の1811年から1815年にかけては地中海で戦った。1827年のギリシャ独立戦争のナヴァリノの海戦にも参加した。その戦功でバス勲章を受勲する。翌1828年にはロシア帝国から聖アンナ勲章、フランスから聖ルイ勲章騎士章、ギリシャから救世主勲章をそれぞれ贈られた。1828年11月のモレア遠征にも従軍する。
1831年にウスターシャー選挙区のホイッグ党候補として出馬し、庶民院議員に当選を果たす。翌1832年から1834年までミッドハースト選挙区選出の議員に転じる。1837年から1841年にも再選出される。
1840年から1845年までヴィクトリア女王の生母であるケント公妃ヴィクトリアの侍従を務める。
1845年10月1日に兄である第3代スペンサー伯爵ジョン・スペンサーが死去し、スペンサー伯爵位を継承する。
1846年から1848年まで宮内長官を務める。1846年7月8日には枢密顧問官（PC）に列する。1847年にはランカスター公領会議の議員となる。1847年7月5日にはケンブリッジ大学から法学博士号（LL.D.）を授与される。1849年3月23日にガーター勲章を受勲した。1854年から1857年にかけては家政長官を務める。1857年に海軍で中将の階級を得た。

## 栄典

### 爵位
- 1845年、第4代スペンサー伯爵（1765年創設グレートブリテン貴族爵位）[2]
- 1845年、第4代スペンサー子爵（1761年創設グレートブリテン貴族爵位）[2]
- 1845年、第4代オールトラップ子爵（1765年創設グレートブリテン貴族爵位）[2]
- 1845年、第4代スペンサー男爵（1761年創設グレートブリテン貴族爵位）[2]

### 勲章
- 1827年、バス勲章コンパニオン（CB）[2]
- 1849年、ガーター勲章士（KG）[2]

### その他
- 1846年、枢密顧問官（PC）[2]
- 1847年、法学博士号（LLD）（ケンブリッジ大学名誉学位）[2]

## 家族
1830年2月に結婚したジョージアナ・ポインツ（Georgiana Poyntz）との間に以下の3子を儲ける。
- 第1子（長女）ジョージナ・フランセス嬢（Lady Georgina Frances）（1832年-1852年）
- 第2子（長男）ジョン（1835年-1910年） - 第5代スペンサー伯爵
- 第3子（次女）サラ・イザベラ嬢（Lady Sarah Isabella）（1838年-1919年）

1854年8月にアデレイド・ホラティア・エリザベス・シーモア（Adelaide Horatia Elizabeth Seymour）と再婚し、以下の2子を儲ける。
- 第4子（三女）ヴィクトリア・アレクサンドリナ（Lady Victoria Alexandrina）（1855年-1906年） - 初代サンドハースト子爵（英語版）と結婚。
- 第5子（次男）チャールズ（1857年-1922年） - 第6代スペンサー伯爵